# Copestylum frontale
Copestylum frontale är en tvåvingeart som först beskrevs av Sack 1941.  Copestylum frontale ingår i släktet Copestylum och familjen blomflugor.
Artens utbredningsområde är Peru. Inga underarter finns listade i Catalogue of Life.